# Деніелс Балодіс
Деніелс Балодіс (латис. Daniels Balodis, нар. 10 червня 1998, Рига) — латвійський футболіст, захисник клубу «Валміера» та національної збірної Латвії.

## Клубна кар'єра
Народився 10 червня 1998 року в Ризі. Вихованець футбольної школи клубу «Сконто». За головну команду рідного клубу у 2016—2017 роках провів дві гри на Кубок Латвії, після чого у 2018 перейшов до команди «Рига», у якій того року взяв участь у 2 матчах переможного для неї розіграшу чемпіонату Латвії. 
2019 рік відіграв на правах оренди за «Даугавпілс», а наступний рік провів на аналогічних правах у лавах «Єлгави». 
2020 року став гравцем «Валміери», у складі якої 2022 року здобув другий у своїй кар'єрі титул чемпіона Латвії.

## Виступи за збірні
2014 року дебютував у складі юнацької збірної Латвії (U-16), загалом на юнацькому рівні взяв участь у 25 іграх.
Протягом 2019–2020 років залучався до складу молодіжної збірної Латвії. На молодіжному рівні зіграв у 13 офіційних матчах, забив 1 гол.
2022 року дебютував в офіційних матчах у складі національної збірної Латвії.
| Дата       | Місто   | Господарі | Результат          | Гості     | Турнір            | Голи | Примітки |
| ---------- | ------- | --------- | ------------------ | --------- | ----------------- | ---- | -------- |
| 16-11-2022 | Рига    | Латвія    | 1 – 1 (5 – 3 п.п.) | Естонія   | Балтійський кубок | -    |          |
| 19-11-2022 | Рига    | Латвія    | 1 – 1 (7 – 8 п.п.) | Ісландія  | Балтійський кубок | -    |          |
| 22-3-2023  | Дублін  | Ірландія  | 3 – 2              | Латвія    | товариський матч  | -    | 46'      |
| 16-6-2023  | Рига    | Латвія    | 2 – 3              | Туреччина | Відбір до ЧЄ 2024 | -    |          |
| 19-6-2023  | Єреван  | Вірменія  | 2 – 1              | Латвія    | Відбір до ЧЄ 2024 | -    |          |
| 12-10-2023 | Рига    | Латвія    | 2 – 0              | Вірменія  | Відбір до ЧЄ 2024 | 1    |          |
| 15-10-2023 | Конья   | Туреччина | 4 – 0              | Латвія    | Відбір до ЧЄ 2024 | -    |          |
| 18-11-2023 | Рига    | Латвія    | 0 – 2              | Хорватія  | Відбір до ЧЄ 2024 | -    |          |
| 21-11-2023 | Варшава | Польща    | 2 – 0              | Латвія    | товариський матч  | -    |          |
| Усього     |         | Матчів    | 9                  |           | Голів             | 1    |          |

## Титули і досягнення
- Чемпіон Латвії (3):

«Рига»: 2018
«Валміера»: 2022
РФШ: 2024
- Володар Кубка Латвії (1):

РФШ: 2024